# Neuville-de-Poitou
Neuville-de-Poitou – miejscowość i gmina we Francji, w regionie Nowa Akwitania, w departamencie Vienne.
Według danych na rok 1990 gminę zamieszkiwało 3 840 osób, a gęstość zaludnienia wynosiła 225 osób/km² (wśród 1467 gmin regionu Poitou-Charentes Neuville-de-Poitou plasuje się na 55. miejscu pod względem liczby ludności, natomiast pod względem powierzchni na miejscu 493.).